# ハイアットリージェンシー香港

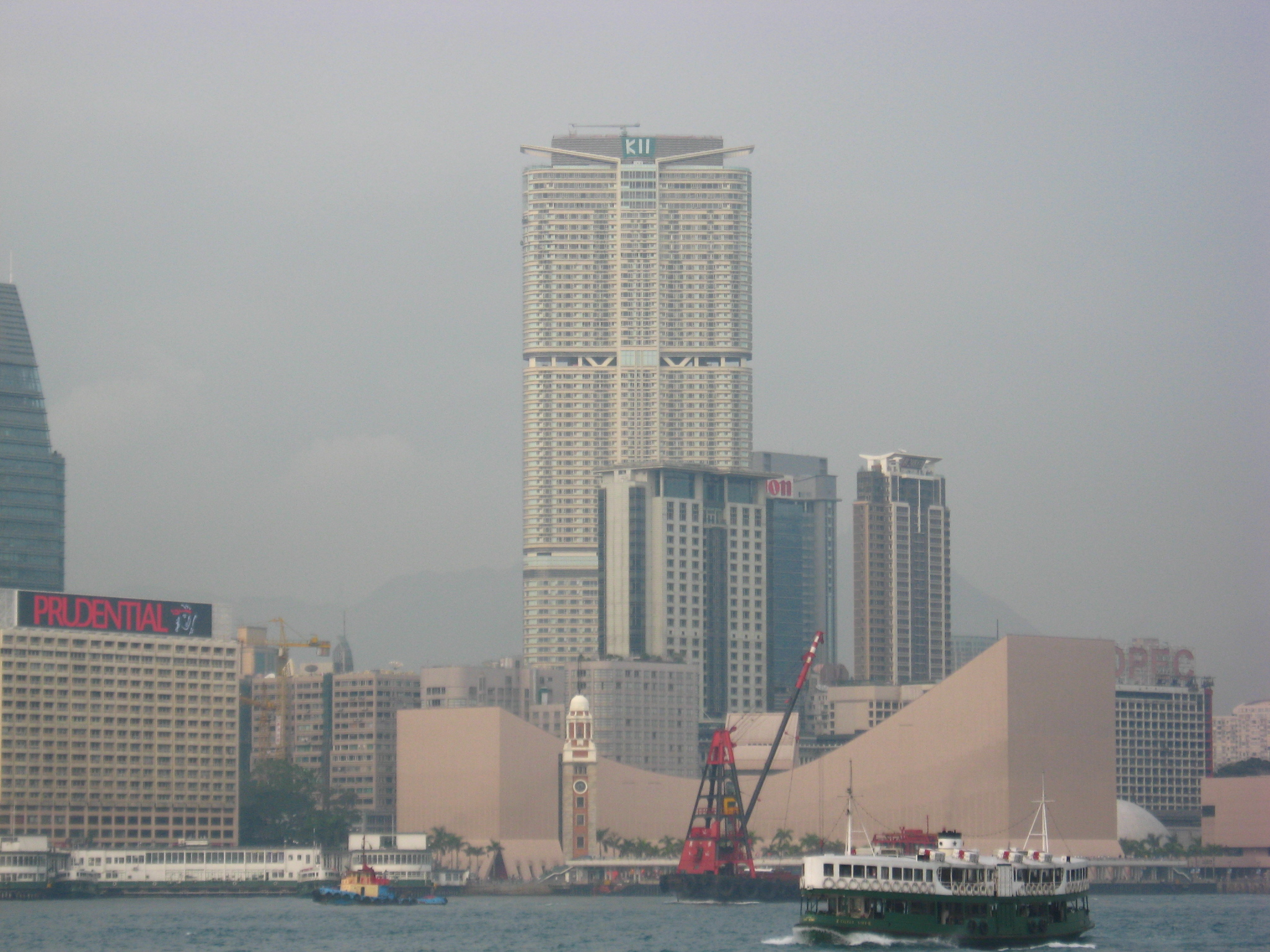
2008年3月の状況

ハイアットリージェンシー香港（ハイアットリージェンシーホンコン 、英語：Hyatt Regency Hong Kong、中国語（繁体字）：香港凱悦酒店尖沙咀）とは、香港九龍油尖旺区尖沙咀に位置する超高層ビルである。

## 概要
河内道（Hanoi Road）に面する三角形をしたこの街区は、香港では典型的なショップハウス型の中層住宅がひしめき合う場所であったが、香港政府の重建局（建設局）から『河内道重建項目（Hanoi Road Redevelopment）』の再開発用地として指定された。建物は2002年に建設が始まり2007年に完成、開発は香港の不動産開発企業である新世界発展有限公司（New World Development）による。
高さ261.0m、地上63階建ての地下4階建てで、尖沙咀地区としては最も高い超高層建築となった。高層部（27階-67階）のザ・マスターピース（The Masterpiece、名鑄）は住居スペースとなり、中層部（3階-26階）はハイアットリージェンシー香港尖沙咀が入居、低層部にはショッピングモールが設置されている。ホテルとショッピングモール（K-11）は、それぞれ2009年10月2日にフルオープンした。
周辺は香港でも最も繁華で、非常に国際色豊かな場所のひとつとして知られる。付近にはザ・ペニンシュラ香港（香港半島酒店）やシェラトン香港（喜來登香港酒店）などの各高級ホテルが立ち並んでいる他、彌敦道（Nathan Road）側には徒歩圏内で重慶大厦が控えている。また同地区にあった旧ハイアットリージェンシーの土地には、2009年12月現在再開発されオフィスとショッピングモールが併設される複合ビルが建設されている。
建物は香港MTR屯馬線の尖東駅（East Tsim Sha Tsui）と直結している。

## 周辺施設
- 香港MTR屯馬線、尖東駅（East Tsim Sha Tsui）
- 香港MTR荃湾線、尖沙咀駅（Tsim Sha Tsui）
- 香港崇光百貨（そごう） 尖沙咀店
- 香港文化中心
- 香港芸術館
- 香港太空館
- 新世界中心
- 永安百貨
- 重慶大厦
- 美麗都大厦

## 交通
- 香港MTR屯馬線、尖東駅
- 香港MTR荃湾線、尖沙咀駅
- その他バス（巴士）、ミニバス（小巴）など利用

## 画像

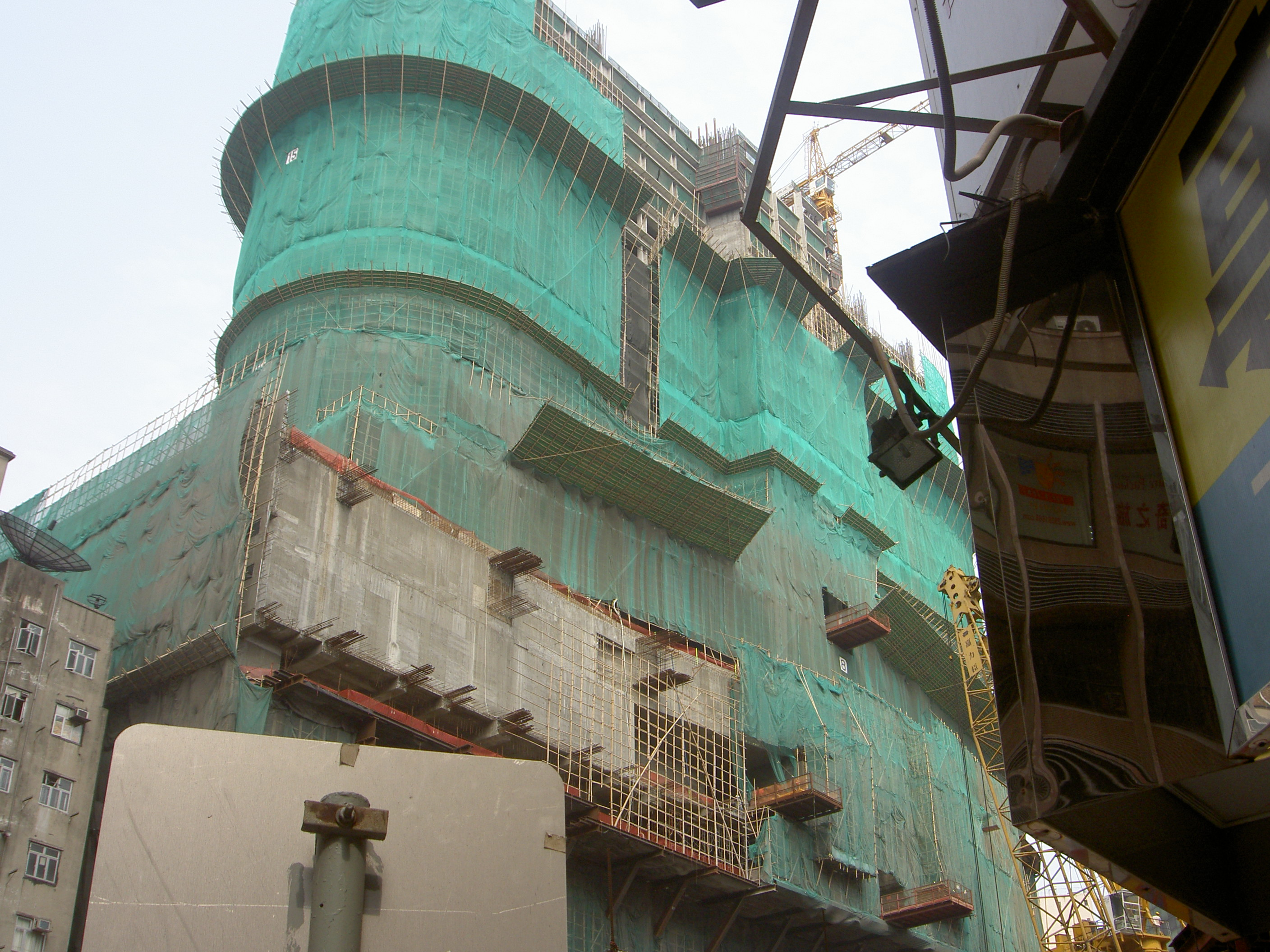
2005年の工事状況
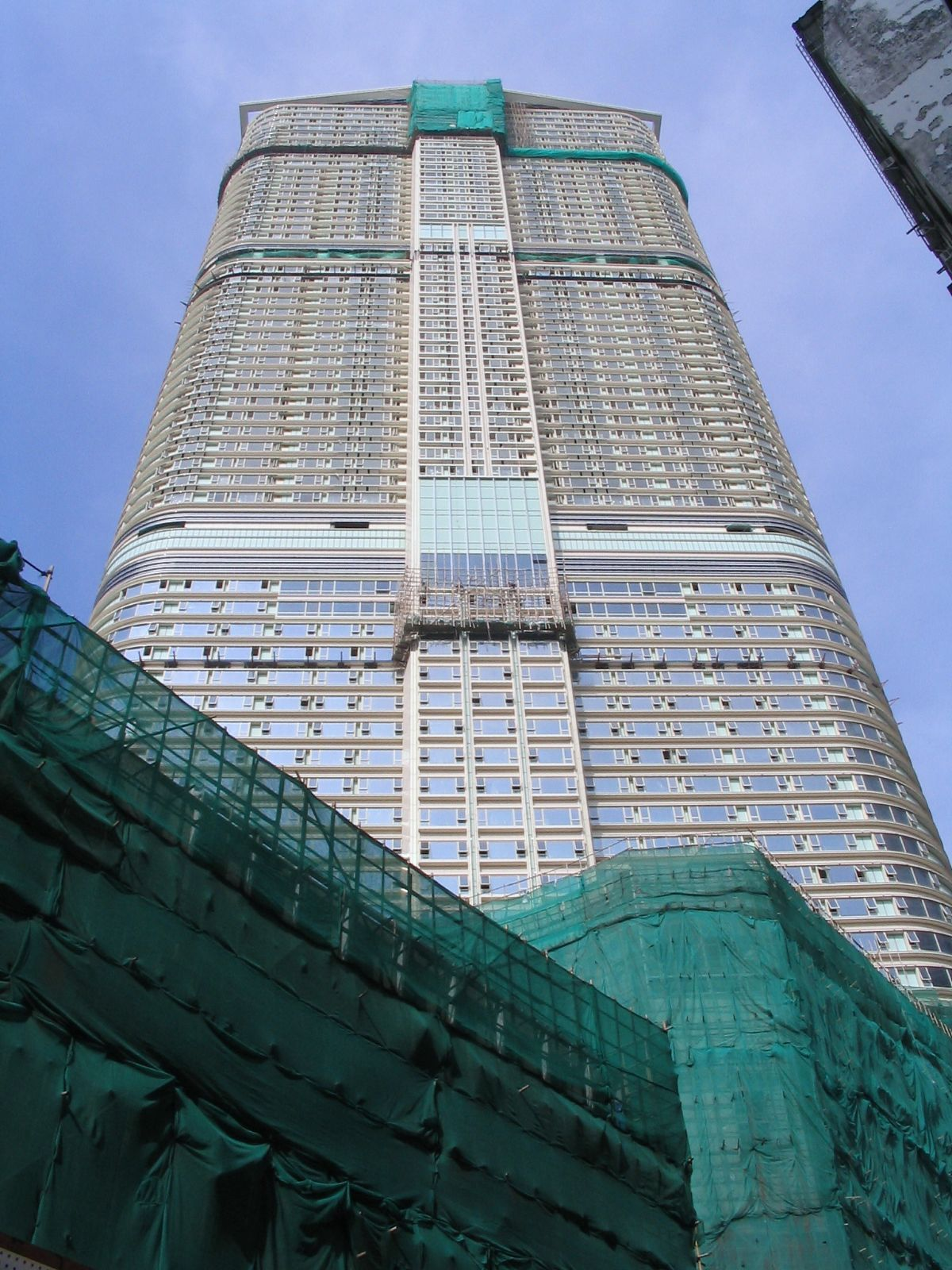
2007年の工事状況
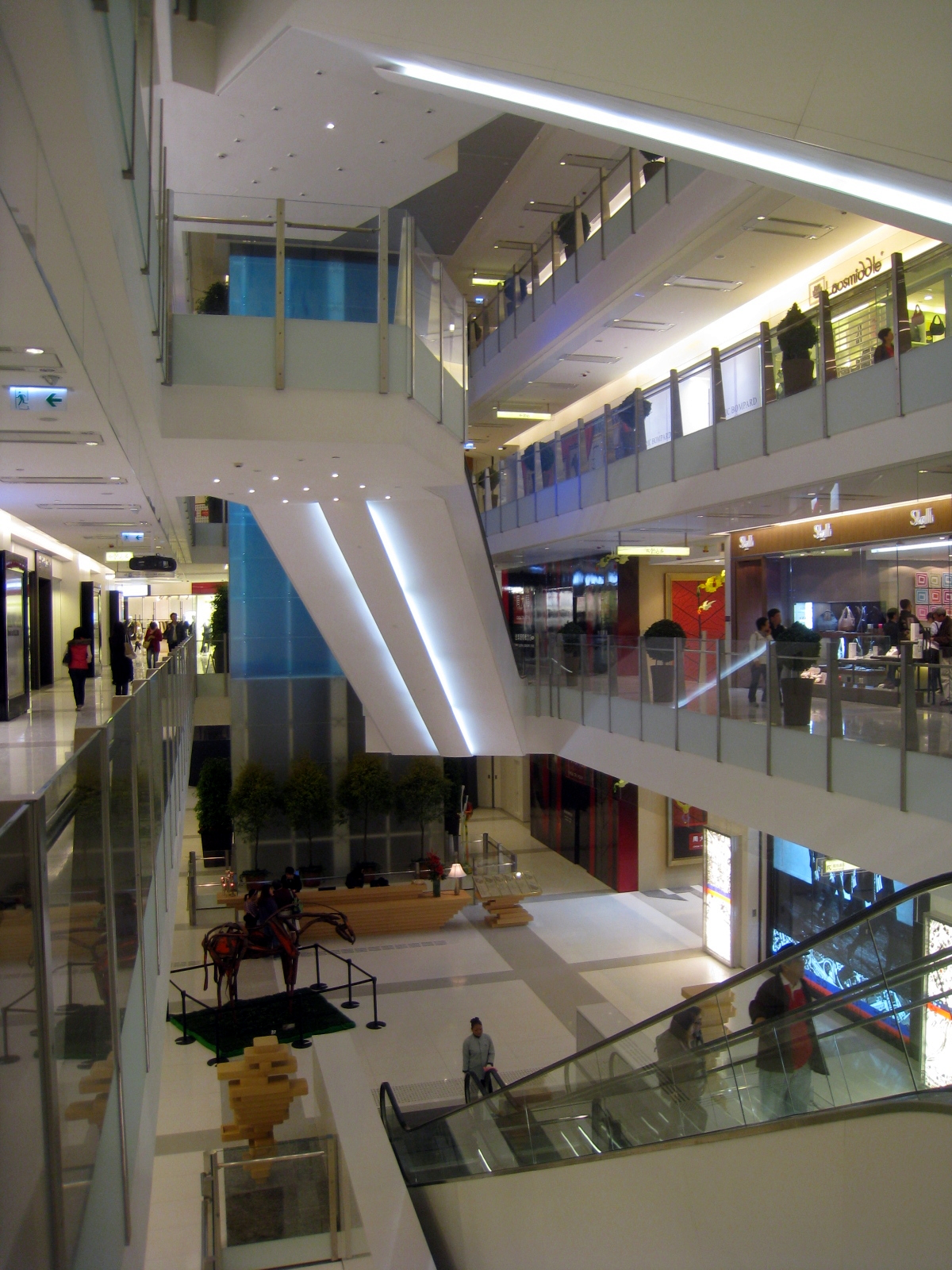
ショッピングモールの様子